# Црква Светог Николе у Бојнику
Црква Светог Николе у Бојнику, насељеном месту на територији општине Бојник, православни је храм који припада Епархији нишкој Српске православне цркве.